# 市之倉村
市之倉村（いちのくらむら）は、かつて岐阜県土岐郡にあった村。1951年3月5日、多治見市に編入した。

## 地理
岐阜県の南東部、土岐郡の最西端に位置した。村の北部は多治見市、東部は笠原町、南部は愛知県東春日井郡品野町と接していた。
- 川：土岐川、市之倉川

## 歴史
町村制以前は、土岐郡多治見村の枝郷（市之倉、生田、下之洞、脇之島、大畑）の一つであった。
- 1889年（明治22年）7月1日 - 町村制施行に伴い、多治見町が成立する。
- 1896年（明治29年）2月14日 - 多治見町から分離し土岐郡市之倉村となる。
- 1951年（昭和26年）3月5日 - 多治見市に編入。

## 教育
- 市之倉村立市之倉中学校（後の多治見市立市之倉中学校。1958年、南ヶ丘中学校に統合）
- 市之倉村立市之倉小学校（現・多治見市立市之倉小学校）